# Naru-Wasserfall
Der Naru-Wasserfall (japanisch 鳴滝 Naru-taki) liegt in Tsurugi in der japanischen Präfektur Tokushima auf einer Höhe von 1073 m. Der Wasserfall fließt in den  Bach Narutakitanigawa (鳴滝谷川) der wenige hundert Meter weiter im Nordosten in den Sadamitsu (貞光川) mündet. Dieser fließt weiter Richtung Norden bis zum Yoshino, der schließlich im Osten Shikokus in die Seto-Inlandsee mündet. Der Naru-Wasserfall hat eine Falhhöhe von 85 m in drei Stufen, womit er der höchste Wasserfall in der Präfektur ist.
Seit dem 13. Dezember 2011 ist er auf Gemeindeebene als Landschaftlich Schöner Ort ausgewiesen. Weitere Orte in Tsurugi sind Teile des Amanoiwato-Schreins (天磐戸神社) und der Tamonji-Garten (多聞寺庭園).